# King Crimson
King Crimson er en engelsk musikgruppe dannet af guitaristen Robert Fripp og trommeslageren Michael Giles i 1969.
Gruppens kompakte musikalske stil er typisk blevet karakteriseret som progressiv rock, selvom der har været stærke elementer af jazz, klassisk musik, new wave, heavy metal og folkemusik.
Der har været stor udskiftning blandt gruppens medlemmer, og eneste konstante medlem har været Robert Fripp.

## Historie

### Oprindelse
Robert Fripp og Michael Giles begyndte i november 1968 at tale om at danne King Crimson, kort før opløsningen af den kortlivede og ikke specielt succesrige gruppe Giles, Giles and Fripp. Den første musiker, der kom til, var multi-instrumentalisten Ian McDonald. Sangskriveren Peter Sinfield og Greg Lake, der sang og spillede bas, kom med umiddelbart derefter – således opstod den første inkarnation af King Crimson.
Tidligt i januar 1969 havde gruppen prøver for første gang. Gruppens højt profilerede debut fandt sted til den berømte gratis koncert i Hyde Park, London arrangeret af The Rolling Stones i juli 1969. Det første King Crimson-album, In the Court of the Crimson King, udkom i oktober (og blev rost af guitaristen Pete Townshend).
King Crimson tog på turné i England og senere i USA og optrådte sammen med mange af samtidens populære musikere og grupper, f.eks. Iron Butterfly, Janis Joplin, The Rolling Stones og Fleetwood Mac. Spændingerne og de musikalske uenigheder i gruppen blev imidlertid for meget; Ian McDonald og Michael Giles forlod gruppen i december 1969 og gik solo. I 1970 indspillede de studiealbummet McDonald and Giles. McDonald var senere med til at danne gruppen Foreigner i 1976.

### 1970'erne
Sammensætningen af King Crimson svingede meget de følgende år. Den tilbageblevne trio bestående af Fripp, Sinfield og Lake holdt ud en kort tid og udgav singlen Cat Food/Groon i marts 1970. Samtidig udviklede de materiale til King Crimsons andet album, In the Wake of Poseidon. Træblæseren Mel Collins kom med i gruppen, og bassisten Peter Giles var med på adskillige numre. Greg Lake forlod gruppen i april for at danne Emerson, Lake & Palmer, og han efterlod King Crimson uden sanger, indtil Gordon Haskell overtog opgaven (og også spillede bas) på gruppens tredje album, Lizard. Andy McCulloch spillede trommer på albummet, og Jon Anderson fra Yes lagde stemme til én sang. Haskell og McCulloch forlod gruppen umiddelbart før udgivelsen af Lizard og efterlod således King Crimson i den lidet misundelsesværdige position at være en rockgruppe uden sanger, bassist og trommeslager.
Fripp og Sinfield begyndte at lede efter sangere og musikere. Blandt de sangere, der var til prøve, var Bryan Ferry, lederen af den nystartede gruppe Roxy Music. Selvom hans stemme ikke passede til King Crimsons materiale, var Fripp og Sinfield meget imponerede over Ferrys optræden, og de hjalp Roxy Music til at få en pladekontrakt med E.G. Records. (Sinfield producerede senere Roxy Musics første LP).
Trommeslageren Ian Wallace og sangeren Boz Burrell blev valgt, men efter at nogle af tyve potentielle bassister var kommet og gået, besluttede Fripp sig til ganske enkelt at lære Boz Burrell at spille bas. Burrell hævder, at han blev valgt, fordi han foretrak de mere "syngende" Rotosound-strenge. Midt under den efterfølgende lange turné udgav gruppen Islands i 1971. Ved slutningen af det år tog King Crimson afsked med Peter Sinfield, som slog sig sammen med sin gamle ven Greg Lake og blev sangskriver for Emerson Lake & Palmer. De tilbageblevne medlemmer tog på turné det følgende år med den hensigt efterfølgende at opløse gruppen. Optagelser fra denne turné blev senere redigeret af Fripp og udgivet på Earthbound-albummet.
Kort efter Earthbound-turneen forlod Collins, Wallace og Burrell gruppen for at danne gruppen Snape sammen med den britiske blueslegende Alexis Korner (Burrell blev senere bassist i Bad Company). Endnu engang var Fripp på jagt efter nye medlemmer. Den første, der kom med, var den improviserende Jamie Muir på slagtøj, som Fripp havde haft i kikkerten som et muligt medlem i et stykke tid. Så kom sangeren og bassisten John Wetton – han havde været med i gruppen Family og var en af Fripps bekendte fra studietiden. Wetton havde været under overvejelse i forbindelse med en tidligere sammensætning af King Crimson, men det var ikke blevet til noget. Nu da King Crimson skulle starte fra bunden igen, var tiden moden.
Så kom trommeslageren Bill Bruford til. Han valgte at forlade det kommercielt succesrige Yes til fordel for det relativt ustabile og uforudsigelige King Crimson. Bruford selv var mere interesseret i kunstneriske udfoldelser, og King Crimson tiltalte den side af ham. Sluttelig blev David Cross, som spillede violin, bratsch og tangenter, valgt til at komme kød på den nye gruppes sound. Nu da Peter Sinfield var væk, manglede man en ny sangskriver. John Wetton anbefalede sin gamle ven Richard Palmer-James, som fik jobbet.
Prøver og turné begyndte i slutningen af 1972, og Larks' Tongues in Aspic udkom tidligt det efterfølgende år. Gruppen tilbragte resten af 1973 på turné i Storbritannien, Europa og Amerika.
Denne periode i King Crimsons historie demonstrerede slægtskabet med den gryende heavy metal-musik, som var ved at udvikle sig primært i USA og Storbritannien. Fripps guitarspil var højlydt og aggressivt, og Brufords fremaddrivende trommespil gik godt i spænd med Wettons ofte kraftfulde basguitar.
Muir forlod gruppen i begyndelsen af 1973, og under den lange turné, der fulgte, begyndte de tilbageblevne medlemmer at samle materiale til deres næste album, Starless and Bible Black. I begyndelsen af 1974 var albummet færdig. Det meste af albummet bestod af live-numre fra 1973 med kun to numre ("The Great Deceiver" og "Lament"), der var studieoptagelser – hvilket understreger, at King Crimson grundlæggende var et live-band. Fripp følte aldrig, at optagelser var gode nok til at indfange atmosfæren og energien ved en live-optræden. Endnu en optagelse af live-numre, USA, blev indspillet kort efter men ikke udgivet før et år senere.
David Cross' plads i gruppen var i mellemtiden kommet under pres. Hans rolle som violinist havde været mere betydningsfuld tidligere i denne konstellation af King Crimson, men i takt med at musikken udviklede sig – og blev mere højlydt – følte han i stigende grad, at hans bidrag ikke blev hørt, og at han var kørt ud på en sidelinie; han var, som han sagde, blevet reduceret til ham, der spillede elektrisk piano. Han forlod gruppen og overlod det til den tilbageblevne trio at indspille Red.
På Red medvirker musikere fra tidligere album: Robin Miller på obo, Marc Charig på kornet og tidligere King Crimson-medlem Mel Collins på sopransaxofon. Cross var desuden med på nummeret "Providence". Ian McDonald vendte også tilbage på altsaxofon med planer om at blive fuldtidsmedlem af gruppen igen. Fripp, der i stigende grad lod sin opmærksomhed aflede fra King Crimson af mystikeren Gurdjieffs værker, talte endda om at lade sig erstatte af McDonald. Dette var anden gang i gruppens historie, at Fripp overvejede at forlade gruppen og lade den fortsætte uden ham.
Besætningen på Red kom dog aldrig på turné; to måneder før albummets udgivelse meddelte Robert Fripp, at King Crimson ikke længere eksisterede. King Crimson sluttede tilsyneladende med Red – dog skulle det vise sig blot at være slutningen på en epoke.

### 1980'erne
Tidligt i 1981 begyndte Fripp og Bruford at overveje at danne en ny gruppe, som skulle hedde Discipline. De brugte en del tid på at lede efter en bassist – dog uden held – indtil Tony Levin dukkede op. Levin var kendt for sit arbejde med John Lennon og Yoko Ono, Peter Gabriel og andre, og han ville have været Fripps første valg, hvis denne havde vidst, at Levin var ledig. King Crimson havde nu en bassist og også en ny sound i kraft af den Chapman Stick, som Levin brugte i stedet for basguitar på alle numre undtagen ét på den kommende LP.
På dette tidspunkt henvendte Fripp sig til guitaristen Adrian Belew, der var på turné med Talking Heads. Fripp havde aldrig før arbejdet sammen med en anden guitarist i den samme gruppe, så beslutningen om at få fat i endnu en guitarist viste klart Fripps ønske om at skabe en sound, der var fuldstændig anderledes fra King Crimson. Belew var smigret og ville slutte sig til gruppen umiddelbart efter turneen med Talking Heads.
Under prøverne og de første indspilninger i 1981 begyndte Fripp at mene, at den nye gruppe i virkeligheden var King Crimson på trods af hans beslutning om at kalde den Discipline. De andre medlemmer var enige, og King Crimson blev således genfødt. Gruppen udgav en trilogi: Discipline, Beat og Three of a Perfect Pair. Belew stod for sangen og stort set også alle sangtekster på de tre album. King Crimson havde for første gang en sangskriver, der også var optrædende medlem af gruppen, hvis man ser bort fra den VCS3-synthesiser, som Peter Sinfield brugte på Lizard.
Denne konstellation af King Crimson mindede en del om new wave, muligvis som et resultat af Belews arbejde med Talking Heads, der ofte betragtes for en af foregangsgrupperne i denne genre. Fripp ville skabe en sound som "rock-gamelan" med to guitarer, som greb rytmisk ind i hinanden – noget han syntes mindede om indonesiske gamelan-ensembler.
Efter Three of a Perfect Pair var gruppen opløst i adskillige år. Fripp indledte en række juridiske tovtrækkerier med de andre medlemmer, og det fyldte det meste af hans tid men førte til dannelsen af Discipline Global Mobile, der har igen ført til King Crimson og diverse sideprojekter og -arkiver.

### 1990'erne
I 1991 inviterede Fripp den tidligere forsanger i Japan, David Sylvian til at være i front i en ny sammensætning af King Crimson, som også skulle have omfattet Trey Gunn, der spillede på Chapman Stick, og som var elev fra Guitar Craft. Sylvian sagde nej tak, men alligevel skrev de tre musik og turnerede sammen i 1992. Da trioen gik i studiet for at optage, kom Peter Gabriels tidligere trommeslager, Jerry Marotta med. En "Crimson-agtig" CD, The First Day, blev indspillet og udgivet i juli 1993. Fripp annoncerede for første gang den kommende sammensætning af King Crimson: Fripp, Belew, Gunn og Marotta. Fripp, Gunn og Marotta var allerede i begyndelsen af 1993 mødtes for at jonglere med musikalske ideer. Resultatet blev kimen til de kommende King Crimson-numre "Vrooom" og "One Time".
I efteråret 1993 tog Sylvian og Fripp på turné for at promovere The First Day. Marotta var optaget til anden side som studietrommeslager men forventedes stadig at slutte sig til den planlagte genforening af King Crimson i januar 1994. Tidligere trommeslager i Mr. Mister, Pat Mastelotto havde været til prøve til Marottas plads i gruppen og fik jobbet – endda foran den oprindelige trommeslager i King Crimson, Michael Giles. Sylvian/Fripp turnerede resten af året. I mellemtiden havde Marotta sagt til Tony Levin, at han alligevel ikke ville være med i gendannelsen af King Crimson pga. det velbetalte arbejde, han allerede havde. Levin og Belew forsøgte at overtale Fripp til at bede Bruford om at vende tilbage, men Fripp og Gunn havde allerede den yderst imponerende Mastelotto i tankerne. I sidste ende kom begge trommeslagere med.
Fripp har sagt, at han forestillede sig en dobbelttrio i efteråret 1992, men det er tydeligvis ikke helt korrekt, når man tager alt i betragtning. Dannelsen af King Crimson som en "dobbelttrio" var ikke planlagt men snarere et kompromis. Bruford kom med af hensyn til de to tidligere medlemmer og gruppens publikum. For mange fans ville det ikke have været King Crimson uden Bruford, og da Marottas medlemskab blev annonceret første gang, var der betydelig modvilje mod ideen. Det samme ville sikkert være overgået Mastelotto, hvis Bruford ikke var blevet spurgt. Igennem hele den sidste del af 1980'erne havde Fripp og Bruford ofte skændtes på tryk. Selvom de ikke kom så godt ud af det med hinanden som tidligere, kom Bruford med i gruppen i sidste øjeblik. Komprimisset var kommet i stand.
King Crimson blev til en sekstet i 1994. Denne "dobbelttrio" udgav et par CD'er i midten af 1990'erne: Vrooom Vrooom (1994), THRAK (1995) og THRaKaTTaK (1996). Den nye King Crimson var lidt af en blanding af de komplementære guitarer fra Discipline-epoken og heavy rock-stilen fra Red (1974). Udgifterne til prøver og sceneudstyr var dog store; dette og graden af eksperimenter i gruppen førte snart til gruppens kollaps.
I slutningen af 1990'erne fungerede Discipline Global Mobile som et yderst kunstnervenligt pladeselskab med musik af ikke blot King Crimson men også mange sideprojekter. ProjeKcts One, Two, Three og Four, der alle var udløbere af King Crimson, udgav div. indspilninger, der afspejlede den improvisatoriske musikalske linedans, som musikerne var i stand til.
I 1998 oprettede DGM King Crimson's Collector's Club (KCCC), en abonnementservice, der udgav live-optagelser (fra bl.a. piratoptagelser) hver anden måned. De fleste af disse live-optagelser kan nu købes på KCCCs webside.

### 2000'erne
Efter at ProjeKcts første opgaver var færdige, skitserede Fripp adskillige mulige fremtidsvisioner for King Crimson. Én af ideerne var ProjeKct Zero, som skulle omfatte alle seks King Crimson-medlemmer. Bruford var ikke interesseret og forlod gruppen for at koncentrere sig om jazz, og Levin lod sit aktive engagement i King Crimson hvile indtil videre – gruppen bestod nu af Belew, Fripp, Gunn og Mastelotto. Deres første studieindspilning var The ConstruKction of Light (2000) sammen med endnu et album, Heaven and Earth, der blev udgivet under navnet ProjeKct X. Heaven and Earth var redigeret af Mastelotto og bestod af materiale fra prøver og indspilninger.
Efter økonomisk modgang i 2000 og 2001 holdt DGM op med at fungere som plademærke og blog-side for kunstnerne, og energien blev igen brugt på King Crimson. En længerevarende The ConstruKction of Light-turné blev fulgt af åbningsturné med gruppen Tool og Level Five-turneen, der blev brugt til at skrive, prøve og udvikle nye numre til det næste album. I 2003 blev albummet The Power to Believe udgivet, og gruppen tog på turné for at promovere det.
I slutningen af november 2004 meddelte Trey Gunn, at han ville forlade gruppen. Både Robert Fripp og Tony Levin sagde, at Levin skulle være bassist i King Crimson igen. Den nuværende sammensætning af gruppen er således Adrian Belew, Robert Fripp, Tony Levin og Pat Mastelotto. Ifølge et interview fra 2005 med Belew holdt gruppen en pause og havde planer om at vende tilbage til studiet i september 2007, men Fripp og Belew mødtes og indspillede nyt materiale i StudioBelew i februar 2006.

## Musik
Fripp har beskrevet King Crimson som "en måde at gøre tingene på" og også som "et eksperiment i at organisere anarkiet". Over en periode på 35 år og med mange ændringer blandt gruppens medlemmer, dens sammensætning og instrumentering, har King Crimson formået at holde fast i en slags gennemgående og vedvarende musikalsk vision, der er et særsyn blandt grupper, der har eksisteret så længe.

### Musikalske påvirkninger
King Crimsons musik har til en vis grad tydeligvis sine rødder i 1960'ernes rockmusik, især syrerock og psykedelisk musik. I begyndelsen spillede King Crimson ofte Donovans "Get Thy Bearings" og også The Beatles' "Lucy in the Sky with Diamonds" under prøverne.
Men hvor grupper som The Beatles og The Rolling Stones spillede en mere avanceret form for amerikansk rock, forsøgte King Crimson at "europæisere" det, der hidtil hovedsagligt havde været en amerikansk musikform. De fjernede langt hen ad vejen rockmusikkens blues-inspirerede grundlag og erstattede det med inspiration fra den moderne europæiske symfoniske tradition. Selvom gruppen var bredt funderet, er der især to navne, som har haft en endda meget stor indflydelse på King Crimsons musik.
På overfladen er Gustav Holst den tydeligste. Den første King Crimson-konstellation havde "Mars" fra Holsts suite The Planets som en fast del af deres turnéprogram. Påvirkningen fra Béla Bartók er måske mindre tydelig, men Fripp og andre medlemmer har ofte henvist til denne påvirkning, og den synes også tydeligere, når man betragter gruppens samlede musikalske repertoire. Som et resultat heraf opfattes deres første album ofte som startskuddet til den symfoniske rock eller progressive rock.
Robert Fripps solomusik og King Crimsons musik fra 1981 og frem viser tydelige påvirkninger fra gamelan-musik såvel som fra klassiske komponister i sidste halvdel af det 20. århundrede, såsom Philip Glass, Steve Reich og Terry Riley.

### Musikalske temaer
Fans har to modstridende klagepunkter til ethvert nyt album eller konstellation af gruppen. Enten siger de, at det overhovedet ikke ligner den King Crimson, som de elsker og kender, eller også siger de, at det nøjagtig er som det altid har været, og intet nyt er blevet tilføjet. Denne tilsyneladende modsigelse kan ses som et udtryk for, at mens gruppen konstant skaber ny sound og nye numre, så er adskillige temaer forblevet uforandrede fra gruppens tidlige år til nu.
Det tydeligste af disse temaer er komposition ved brug af et gradvist opbygget rytmisk motiv. "Mars" af Holst, som den første konstellation af King Crimson spillede, er et godt eksempel på dette med dets komplekse 5/4-takt, som strygerne og blæserne – i King Crimsons udgave mellotronen – spiller en skinger melodi henover. Nummeret udviklede sig til "The Devil's Triangle", der var et nummer komponeret over variationer af det centrale tema i "Mars", opdelt i tre dele som gradvist fjernede sig fra den originale "Mars" på albummet In the Wake of Poseidon. Det blev efterfulgt af mange andre former, fra "The Talking Drum" i 1973 (på Larks' Tongues in Aspic), "Industry" i 1984 (på Three of a Perfect Pair) frem til "Dangerous Curves" i 2003 (på The Power to Believe).
Et andet tilbagevendende tema er et instrumentalt nummer, ofte som et ophold i en sang, hvor gruppen spiller et rytmisk rimeligt komplekst stykke. En af King Crimsons mest kendte sange, "21st Century Schizoid Man", er et tidligt eksempel på dette. Rækken af musikstykker med den samlede titel Larks' Tongues in Aspic (såvel som lignende numre, f.eks. "Thrak" og "Level Five") trænger dybere ned i polyrytmisk kompleksitet med rytmer, der skiftevis er synkrone og asynkrone – så meget at lytteren ofte er ude af stand til at følge hovedtakten – og som alligevel i kraft af den polyrytmiske synkronisme "slutter" samtidigt. Måske var højdepunktet af rytmisk kompleksitet albumtrilogien i 1980'erne, der indeholdt gamelan-agtige rytmiske lag og kontinuerte staccato-mønstre oven på hinanden (eksempelvis "Neal And Jack And Me" fra Beat).
Andre temaer er f.eks. svære passager for enkeltinstrumenter (især Fripps guitar – eksempelvis "Fracture" på Starless and Bible Black); stykker med en højlydt og aggressiv sound ikke ulig heavy metal-musik, og sammenstillingen af overbroderede melodier og ballader med usædvanlige, ofte dissonante larmende lyde.

### Improvisation
Lige fra starten har King Crimson optrådt med improvisationer, hvor musikken ofte kan ende hvor som helst. Improvisationerne kan være en del af komponerede numre, som f.eks. '"21st Century Schizoid Man" eller "Thrak", men de fleste King Crimson-koncerter gennem alle årene har haft mindst én improvisation, hvor gruppen simpelthen er begyndt at spille og så har set, hvor musikken førte hen, nu og da med passager af improviseret stilhed (som Bill Brufords bidrag til den improviserede "Trio"). Det tidligste eksempel på utvetydig improvisation på plade er den lange, ofte kritiserede (som selvsmagende) udvidede midterste del af "Moonchild" på det første album, hvor de komponerede dele fungerer som bogstøtter for improvisationen.
I modsætning til gængs rock-improvisation er King Crimsons improvisationer sjældent blues-baserede. De varierer så meget, at gruppen har kunnet udgive flere album udelukkende med improviseret musik. Det hænder, at visse improviserede stykker bliver spillet på forskellig måde til forskellige koncerter og derved bliver mere og mere forfinede for til sidst at komme med på officielle studieudgivelser (det seneste eksempel er "Power to Believe III", som oprindeligt var en koncertimprovisation, "Deception of the Thrush", som blev spillet på scenen i mere end seks år, inden nummeret blev indspillet)